# Liste der Kantone im Département Alpes-Maritimes
Das Département Alpes-Maritimes liegt in der Region Provence-Alpes-Côte d’Azur in Frankreich. Es untergliedert sich in zwei Arrondissements mit 27 Kantonen (französisch cantons).

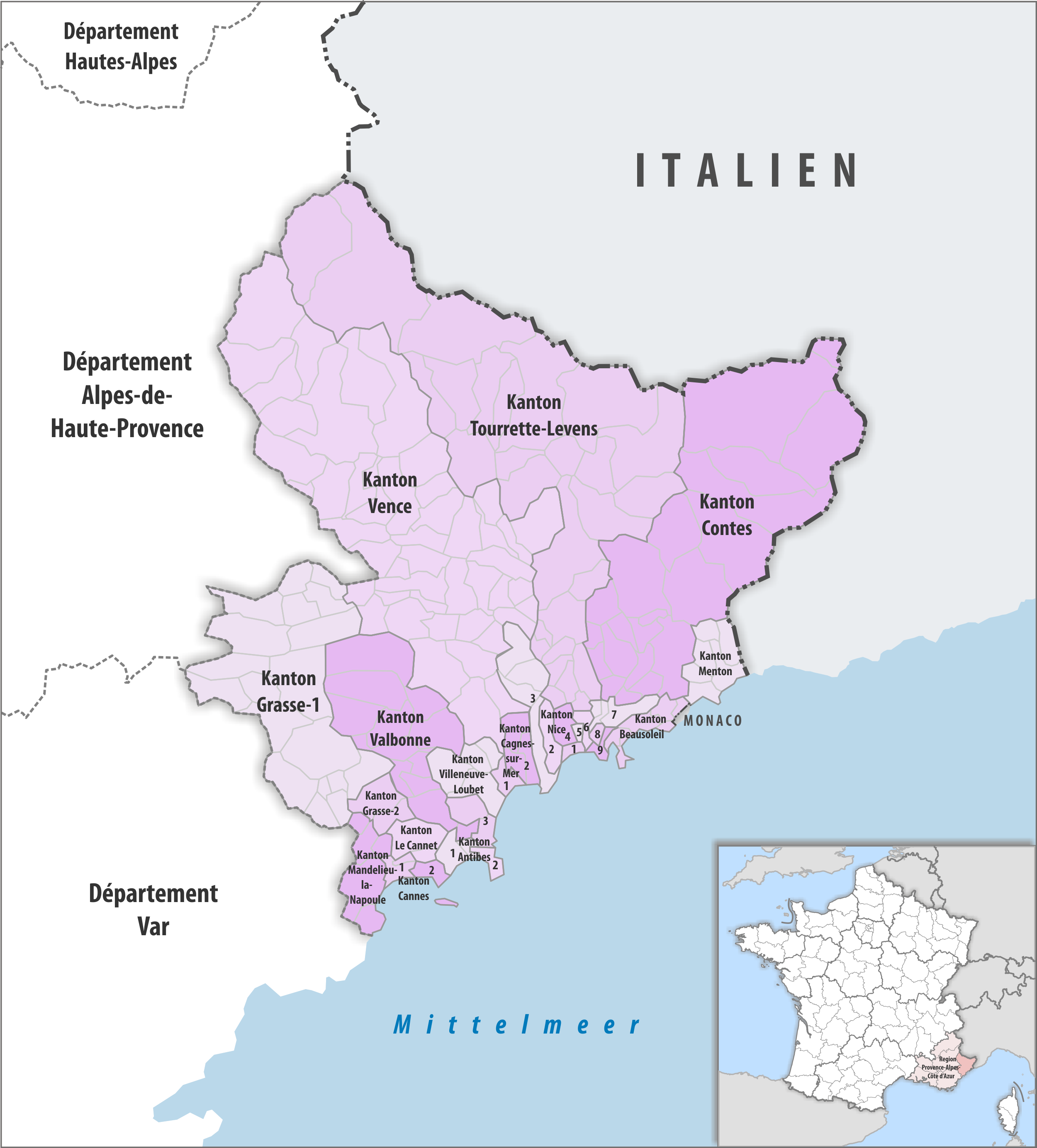
Gemeinden und Kantone im Département Alpes-Maritimes

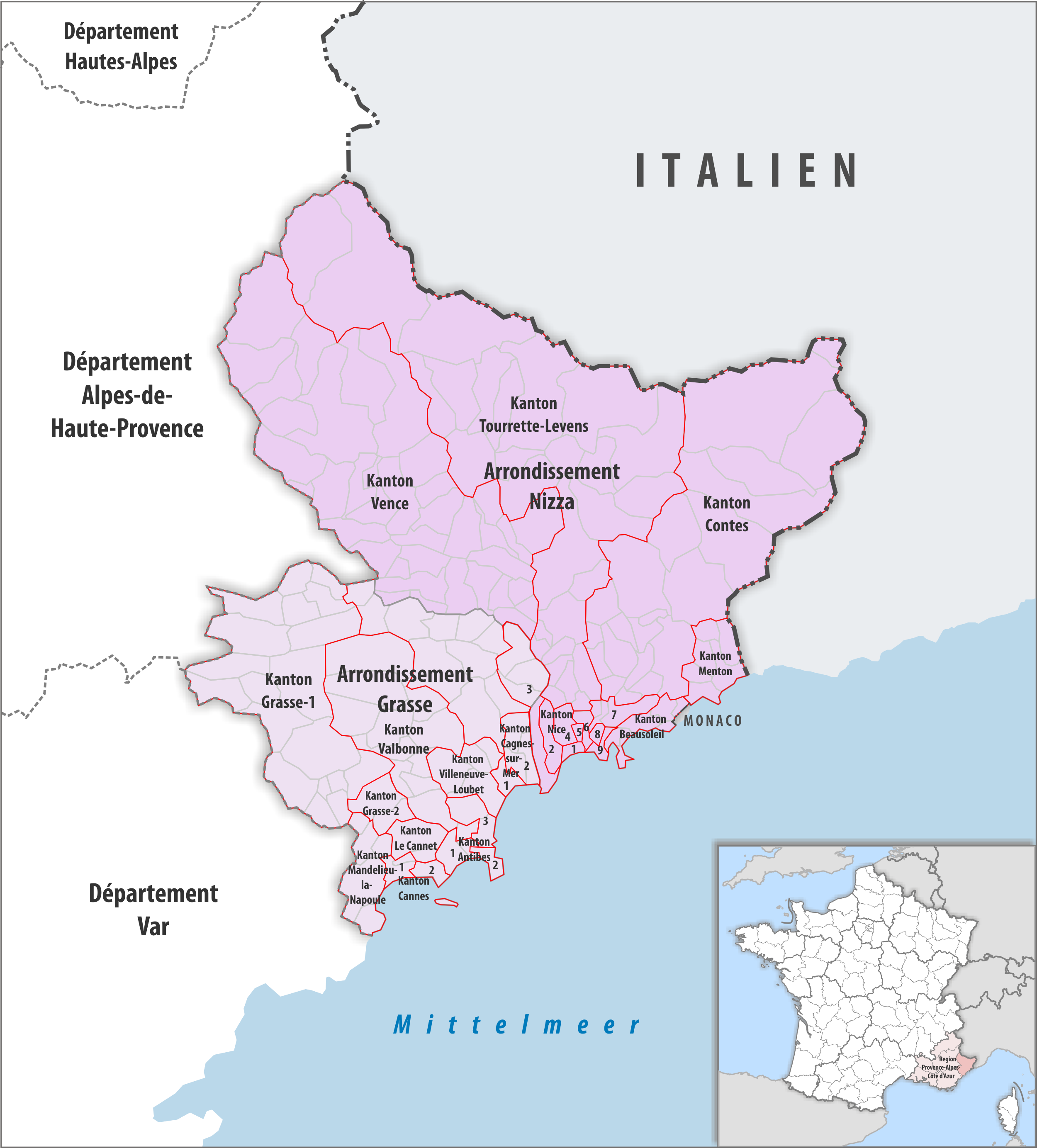
Gemeinden, Arrondissemente und Kantone im Département Alpes-Maritimes

| Kanton                      | Gemeinden | Einwohner 1. Januar 2022 | Fläche km² | Dichte Einw./km² | Code INSEE | Arrondissement(e) |
| --------------------------- | --------- | ------------------------ | ---------- | ---------------- | ---------- | ----------------- |
| Antibes-1                   | 1 ⁄4      | 39.802                   | 18,10      | 2.199            | 0601       | Grasse            |
| Antibes-2                   | 1⁄4       | 31.239                   | 8,92       | 3.502            | 0602       | Grasse            |
| Antibes-3                   | 1 ⁄4      | 38.114                   | 24,06      | 1.584            | 0603       | Grasse            |
| Beausoleil                  | 7         | 32.411                   | 30,03      | 1.079            | 0604       | Nizza             |
| Cagnes-sur-Mer-1            | 1⁄2       | 44.136                   | 11,26      | 3.920            | 0605       | Grasse            |
| Cagnes-sur-Mer-2            | 2 1⁄2     | 47.555                   | 29,90      | 1.590            | 0606       | Grasse            |
| Cannes-1                    | 1⁄2+1⁄2   | 47.667                   | 12,20      | 3.907            | 0607       | Grasse            |
| Cannes-2                    | 1⁄2       | 40.007                   | 10,28      | 3.892            | 0608       | Grasse            |
| Le Cannet                   | 1 ⁄2      | 46.045                   | 30,49      | 1.510            | 0609       | Grasse            |
| Contes                      | 20        | 37.443                   | 807,07     | 46               | 0610       | Nizza             |
| Grasse-1                    | 18 1⁄2    | 43.575                   | 429,68     | 101              | 0611       | Grasse            |
| Grasse-2                    | 1 ⁄2      | 41.281                   | 37,11      | 1.112            | 0612       | Grasse            |
| Mandelieu-la-Napoule        | 5         | 39.660                   | 64,93      | 611              | 0613       | Grasse            |
| Menton                      | 6         | 47.142                   | 59,52      | 792              | 0614       | Nizza             |
| Nizza-1                     | 1⁄9       | 44.845                   | 3,47       | 12.924           | 0615       | Nizza             |
| Nizza-2                     | 1⁄9       | 49.805                   | 16,43      | 3.031            | 0616       | Nizza             |
| Nizza-3                     | 3 1⁄9     | 46.648                   | 62,49      | 746              | 0617       | Grasse, Nizza     |
| Nizza-4                     | 1⁄9       | 42.900                   | 12,67      | 3.386            | 0618       | Nizza             |
| Nizza-5                     | 1⁄9       | 47.903                   | 1,96       | 24.440           | 0619       | Nizza             |
| Nizza-6                     | 1⁄9       | 41.750                   | 7,78       | 5.366            | 0620       | Nizza             |
| Nizza-7                     | 2 1⁄9     | 43.280                   | 21,62      | 2.002            | 0621       | Nizza             |
| Nizza-8                     | 1⁄9       | 40.392                   | 2,54       | 15.902           | 0622       | Nizza             |
| Nizza-9                     | 1⁄9       | 32.046                   | 4,51       | 7.106            | 0623       | Nizza             |
| Tourrette-Levens            | 28        | 36.683                   | 1.138,58   | 32               | 0624       | Nizza             |
| Valbonne                    | 11 1⁄4    | 37.877                   | 248,67     | 152              | 0625       | Grasse            |
| Vence                       | 47        | 39.027                   | 1.146,10   | 34               | 0626       | Grasse, Nizza     |
| Villeneuve-Loubet           | 4         | 35.346                   | 58,21      | 607              | 0627       | Grasse            |
| Département Alpes-Maritimes | 163       | 1.114.579                | 4.298,58   | 259              | 06         | –                 |

## Liste ehemaliger Kantone
Bis zum Neuzuschnitt der französischen Kantone im März 2015 war das Département Alpes-Maritimes wie folgt in 52 Kantone unterteilt:
| Arrondissement | Kanton |
| -------------- | --- |
| Grasse         | Antibes-Biot, Antibes-Centre, Le Bar-sur-Loup, Cagnes-sur-Mer-Centre, Cagnes-sur-Mer-Ouest, Cannes-Centre, Cannes-Est, Le Cannet, Carros, Coursegoules, Grasse-Nord, Grasse-Sud, Mandelieu-Cannes-Ouest, Mougins, Saint-Auban, Saint-Laurent-du-Var-Cagnes-sur-Mer-Est, Saint-Vallier-de-Thiey, Vallauris-Antibes-Ouest und Vence                                                                                   |
| Nizza          | Beausoleil, Breil-sur-Roya, Contes, L’Escarène, Guillaumes, Lantosque, Levens, Menton-Est, Menton-Ouest, Nizza-1, Nizza-2, Nizza-3, Nizza-4, Nizza-5, Nizza-6, Nizza-7, Nizza-8, Nizza-9, Nizza-10, Nizza-11, Nizza-12, Nizza-13, Nizza-14, Puget-Théniers, Roquebillière, Roquestéron, Saint-Étienne-de-Tinée, Saint-Martin-Vésubie, Saint-Sauveur-sur-Tinée, Sospel, Tende, Villars-sur-Var, Villefranche-sur-Mer |